# Frontera entre Austria e Italia
La frontera entre Austria e Italia es la frontera internacional terrestre entre la República de Austria y la República Italiana, ambos Estados miembros de la Unión Europea y del espacio Schengen. Separa los estados austriacos de Tirol, Carintia y Salzburgo de las regiones italianas de Trentino-Alto Adigio, Véneto y Friuli-Venecia Julia. Está situada en los Alpes cárnicos.

## Trazado
El trazado empieza en el trifinio entre Austria y Suiza y entre Italia y Suiza en el Dreiländerpunkt. Después sigue en dirección oeste-este hasta el trifinio entre Austria y Eslovenia y entre Italia y Eslovenia, con las cumbres del Monte Forno y Coglians.
La frontera sigue generalmente la divisoria de aguas, con dos excepciones:
1. la cuenca de Innichen/San Candido, precisamente su fracción Winnebach/Prato alla Drava -rama surgida del Drava y su afluente el río Sextner (cuenca hidrográfica del Danubio).
2. la cuenca de Tarvisio atribuida en Italia, aunque se encuentra más allá de la divisoria de aguas (cuenca del Danubio).

Desde el lado italiano se encuentran principalmente las áreas de agua del Adigio, Isarco, Piave y Tagliamento; desde el lado austriaco las cuencas del Eno y Drava. La frontera se encuentra atravesada por la carretera europea E45 hasta el paso del Brennero, desde la E55 hasta Tarvisio y desde la E66 hasta Innichen. Otros importantes pasos de carretera son los pasos de Resia, Stalle, Rombo, Monte Croce Carnico y Pramollo.

## Historia
La frontera actual con Austria fue determinada por el tratado de Saint-Germain-en-Laye del 10 de septiembre de 1919 entre los Aliados y Austria al final de la Primera Guerra Mundial. En general, se basa en la divisoria de aguas entre la cuenca hidrográfica del Eno de una parte y del Adigio y el Isarco de otra, de una parte el Drava y el Piave y el Tagliamento por la otra. Italia ha concedido pequeñas excepciones que invierten al lado austriaco para garantizar mejor su propia defensa militar en las zonas del Reschenpass/Paso de Resia, de Innichen/San Candido, de Sexten/Sesto al Tirol del Sur y de Val Canale en Friuli-Venecia Julia.
A finales del año 1943, después de la rendición a los aliados de Benito Mussolini, el Trentino-Alto Adigio fue ocupado por el Tercer Reich y se constituyó la Zona de Operaciones de los Prealpes. Pero la frontera se mantuvo intacta cuando se firmó el tratado de paz de París del 10 de febrero de 1947 que puso fin a la Segunda Guerra Mundial entre Italia y los Aliados, y que obligó a devolver la región a Italia.
El 17 de enero de 1994 se firmó un acuerdo en Viena relativo al mantenimiento de esta frontera, con la particularidad de ser la primera al mundo que ha introducido el concepto de "frontera móvil" que establece que, en caso de cambio natural gradual en la línea de cuenca o arista, la línea se desplazará en consecuencia, pero no de forma automática, como es el caso en el acuerdo con Suiza. La comisión de demarcación austro-italiana no tiene el poder de rectificar por ella misma la línea fronteriza. Por lo tanto, se necesitará un acuerdo diplomático entre los dos gobiernos.